# دييغو أيالا
دييغو أيالا (بالإسبانية: Diego Ayala)‏ هو لاعب كرة مضرب أرجنتيني، ولد في 29 أبريل 1979 في قرطبة في الأرجنتين.

## وصلات خارجية
- دييغو أيالا على موقع رابطة محترفي التنس (الإنجليزية)
- دييغو أيالا على موقع الاتحاد الدولي لكرة المضرب (الإنجليزية)
- دييغو أيالا على موقع خلاصة التنس.كوم (الإنجليزية)